# لارس كروغ جيرسون
لارس كروغ جيرسون (بالنرويجية البوكمول: Lars Christian Krogh Gerson)‏ (بالفرنسية: Lars Gerson)‏ هو لاعب كرة قدم نرويجي ولوكسمبورغي في مركز الوسط، ولد في 5 فبراير 1990 في مدينة لوكسمبورغ في لوكسمبورغ. شارك مع منتخب لوكسمبورغ لكرة القدم. أما مع النوادي، فقد لعب مع نادي نورشوبينغ.

## وصلات خارجية
- لارس كروغ جيرسون على موقع الاتحاد الدولي (مؤرشف)  (الإنجليزية)
- لارس كروغ جيرسون على موقع الاتحاد الأوربي (الإنجليزية)
- لارس كروغ جيرسون على موقع اتحاد النرويج (النرويجية)
- لارس كروغ جيرسون على موقع اتحاد السويد (السويدية)
- لارس كروغ جيرسون على موقع قاعدة بيانات كرة القدم.إي يو (الإنجليزية)
- لارس كروغ جيرسون على موقع ناشيونال فوتبول تيمز (الإنجليزية)
- لارس كروغ جيرسون على موقع Soccerway.com (الإنجليزية)
- لارس كروغ جيرسون على موقع عالم كرة القدم.نت (الإنجليزية)
- لارس كروغ جيرسون على موقع AS.com (الإسبانية)